# Gottfried Benn
Gottfried Benn (Mansfeld (ma Putlitz) Brandenburg, 1886. május 2. – Berlin, 1956. július 7.) német orvos, költő, esszéista. 1951-ben Büchner-díjjal tüntették ki.

## Élete
Apja protestáns lelkész volt, anyja francia-svájci családból származott. Az Odera menti Frankfurtban járt gimnáziumba, majd apja kívánságára teológiát kezdett tanulni. Két év múltán átiratkozott a Berlini Egyetem orvosi fakultására, és a diploma megszerzése után előbb katonaorvos lett, majd 1917-től 1935-ig mint elismert bőrgyógyász és nemibeteg-szakorvos tevékenykedett Berlinben.
A politikai és társadalmi kérdésektől mint radikális kívülálló távol tartotta magát. 1933-ban rövid időre végzetes módon mégis belekeveredett a politikába: rádióbeszédben és előadásokban foglalt állást a hitleri állameszme mellett. „Elkövette azt a megbocsáthatatlan vétket”, írta róla egyik kritikusa, „hogy saját eszméit belevetítette a nemzetiszocializmusba.” Egy év múlva azonban már kiábrándult a mozgalomból, és ettől fogva belső emigrációba vonult.
1937-ben, az ötvenedik születésnapjára megjelent versgyűjteménye nyomán, a „kultúrbolsevista” bélyegét ütötte rá a náci sajtó. Kizárták az írói kamarából, és ezzel lehetetlenné vált, hogy bármit is publikáljon. A háború után érthető módon nem számított folttalannak a múltja, de nemsokára mégis fontos szerephez jutott a nyugat-német irodalomban. 1948-tól kezdve újra publikált, és mind költészetével, mint poétikai-esztétikai nézeteivel nagy hatása volt a fiatalabb lírikus nemzedékekre.

## Magánélete
Első felesége Edith Benn, 1922-ben halt meg epebántalmakban. Akkor hét éves lányát egy dán házaspárnak adta gondozásba.  Második felesége, Hertha 1945-ben öngyilkos lett, azt híve, hogy férje meghalt. 1946-ban Ilse Kaul fogorvosnőt vette el, akivel haláláig együtt élt.[forrás?]

## Munkássága
Benn, a német avantgárd költészet sokat vitatott, de mindenképpen jelentős és úttörő alakja kezdettől fogva provokatív módon szembeszegült az uralkodó társadalmi normákkal. Elutasította az alanyi költő romantikus típusát, életrajza eseményeit nem tartotta sem fontosnak, sem költészeti témának. Nem hitt sem a személyiség, sem a társadalom fejlődésében. Kurt Pinthus Menschheitsdämmerung (Az emberiség alkonya – vagy hajnala?, 1919) című expresszionista költői antológiájában így mutatta be magát: „Brandenburg falvaiban nőtt fel. Jelentéktelen pálya, jelentéktelen orvosi élet Berlinben.”
Költészete az expresszionizmus jegyében indult. Az expresszionista avantgardizmus szétrobbantotta a szépségre és harmóniára irányuló klasszikus-idealista esztétikát. Megtagadta az irodalom eszményítő funkcióját, és legradikálisabb változataiban nemcsak a formákat rombolta, hanem – eltérően például Johannes R. Becher (1891-1958) vagy Franz Werfel (1890-1945) rajongóan patetikus költészetétől – kihívóan ábrázolta a rútat, a diszharmonikusat, az élet tabuizált régióit is. Voltak ugyan ennek előzményei már, de a naturalizmus nyomor-ábrázolása szociális indíttatású volt, a francia szimbolisták halál- és enyészet-kultuszát pedig szépség és mélabú fénye ragyogta be.
1912-ben publikált Morgue und andere Gedichte (Hullaház és más költemények) című első kötetében Benn az embert mint kémiai folyamatok bomlékony és bűzös termékét láttatta, amelyből az anyagcsere megszűntével csak az undorítóan rothadó hulla marad. Szinte perverz élvezettel vájkált az oszló tetemek rútságában, és a klasszikus hagyomány szent témáját, az ember nagyságát azokra a viszolyogtató képekre redukálta, amelyek a hullaházban a kórboncnokot fogadják. Orvos lévén Benn saját tapasztalatából ismerte ezeket a képeket. A mindössze 500 példányban megjelent verseskötet ki is váltotta azt a felháborodást, amelyet Benn cinikusan megcélzott vele, és sokan perverzitásnak minősítették költészetét. Mások viszont, mint például a költőtárs, Ernst Stadler (1883 – 1914) úgy vélekedett, hogy „csak a filiszter rekeszt ki a művészetből olyasmit, ami van és ami belenyúl az életünkbe. Itt csak a költő életet keltő ereje számít, és ez igazolja Benn verseit.” Közrejátszott e kötet hatásában az is, hogy annak idején a közgondolkodásban ösztön és lélek, élet és szellem még megoldatlan, nyomasztó ellentétben álltak egymással, és Benn ezt élezte ki radikálisan antiidealista álláspontjával.
További vékony köteteiben is (Söhne – Fiak, 1913, Fleisch – Hús, 1916, Schutt – Törmelék, 1919) hidegen kiszámított, szigorúan lecsupaszított formákban tagadta az ember mindennemű metafizikai küldetését a nietzschei eredetű nihilizmus és a természettudomány-orvosi szemlélet alapján. Gehirne (Agyvelők, 1916) című novelláskötetének hőse, Rönne doktor szintén azt állapítja meg önmagát vizsgálva, hogy töredékes és névtelen dologként magába van zárva, nincs semmi kapcsolata a világgal, és legfeljebb az álomban vagy a mesterséges kábulatban képes vele valami ősi, mitikus egységet helyreállítani. Rönne „semmi valóságot nem bír elviselni, sőt már megragadni sem; csak az Én és a személy ritmikus kinyílását-bezárulását ismeri, a benső lét folytonos töredékességét, és ember és világ egymástól való mély, mitikusan ősi idegenségének élményével szembesülve föltétlenül hisz a mítoszban és képeiben”.
Benn korai költészete jól mutatja, mi minden fért össze jól az expresszionizmus ködösen parttalan elveivel, az ember jóra hivatottságának hirdetésétől a Benn-féle könyörtelen tagadásig. A nevezetes Kurt Pinthus-féle antológiában még szerepelt, de az 1920-as években már maga törekedett – nietzschei kategóriával fogalmazva – „dionüszoszi” expresszionizmusának „apollói” megfegyelmezésére és túlhaladására. Ez az antikvitás fölfedezésével és formai klasszicizálódással járt együtt (Spaltung – Hasadás, 1925). Az életerő mitizálása vitte közel a náci ideológiához.
A háború után megjelent versei és esszéi egyrészt valamiféle folytonosságot ígértek, aminek fokozott jelentőséget adott az, hogy a német irodalomnak általában véve a nullpontról kellett mindent újrakezdeni, másrészt hitelesnek tűnő új költői mintával is szolgáltak. Probleme der Lyrik (A líra problémái, 1951) című esszéjében Benn elméletileg is kifejtette az „abszolút vers”-ről vallott felfogását. Az erkölcsi nihilbe és technicista racionalizmusba süllyedt világgal a tiszta artisztikumot szegezte szembe, amely nem jelent semmit és nem szól senkihez, hanem csupán önmagában és önmagáért létezik. Statische Gedichte (Statikus versek, 1948), Trunkene Flut (Részeg ár, 1949), Destillationen (Párlatok, 1953), Apreslude (1955) című kötetei roppant feszültséget árasztó versekben próbálták valóra váltani ezt az autonóm költészetet. Különféle nyelvi rétegekből származó szavak diszparát halmazai, összefüggéstelen gondolattöredékek és asszociációk sorai alkotják Benn „statikus” és „abszolút” verseit, nyelvi lét-„párlatait”, amelyek a költői én tárgyiasult, önálló formáiként egyszerre voltak hivatva kifejezni a semmit és belekiáltani valamit az űrbe.
Versei jelentékeny hatást gyakoroltak a német lírára.

## Művei
Költészete
- Hullaház és más költemények (1912, versek)
- Fiúk (1913, versek)
- Hús (Fleisch. Gesammelte Gedichte) (1917, versek)
- Agyvelők (1916, novellák)
- Törmelék (1919, versek)
- Hasadás (1925, versek)
- Statikus költemények (Statische Gedichte) (1948, versek)
- Mámorözön (1949, versek)
- Párlatok (Destillationen) (1953, versek)

Prózája
- Lótuszevők országa
- Üvegfúvók
- Kettős élet (1950, önéletrajz)
- Ptolemaioszi (1949, elbeszélés)
- Három öreg ember (Drei alte Männer) (1949, hangjáték)
- A fenotípus regénye (Roman des Phänotyp) (1944, esszé)
- A líra problémái (1951, esszé)
- A modern Én (1919, esszé)
- A perspektívák eredménye (1930, esszé)
- Goethe és a természettudományok (1937, esszé)
- Kifejezésvilág (1949, esszé)
- Nietzsche – 50 év távlatából (1950, esszé)
- A kék óra

## Magyarul
- Gottfried Benn versei; ford. Báthori Csaba et al., vál. Hajnal Gábor, vál. kieg. Halász Előd, jegyz. Tótfalusi István; Európa, Bp., 1991 (Lyra mundi)
- Esszék, előadások; vál., szerk., jegyz. Kulcsár-Szabó Zoltán; Kijárat, Bp., 2011
- Kígyóból a kanyar. Válogatott versek; ford. Mohácsi Árpád; Pesti Kalligram, Bp., 2012